# Klavabacken
Das Gräberfeld Klavabacken (RAÄ-Nummer: Björksta 140:1) liegt einen Kilometer östlich von Ramsta auf einem Aufschluss etwa 70 Meter südlich der Straße vom Anundshög nach Björksta, westlich von Björksta, östlich von Västerås in Västmanlands län in Schweden. Das Gräberfeld umfasst eine Fläche von 40 mal 15 Metern.
Das prominenteste der fünf in Resten erhaltenen Grabmäler auf dem Gräberfeld ist eine 5,5 Meter lange Steinreihe aus drei stehen gebliebenen Bautasteinen. Die Steine haben eine Höhe von 2,1 oder 1,8 sowie 1,7 Meter, eine Breite von 1,4 oder 1,0 und 0,9 Metern und eine Dicke von 0,4 oder 0,5 und 0,6 Metern. Des Weiteren sind vier runde Steinsetzungen mit einem Durchmesser von 2,5 bis 6,0 Metern und einer Höhe von 0,1 bis 0,3 Metern erhalten, wobei einzelne Steine 0,7 Meter hoch sind. 
Es gibt rund 200 Felsritzungen (schwedisch Hällristningar) aus der Bronzezeit in der Nähe. An der Kirche von Björksta befindet sich eine Karte und Beschreibung mehrerer Wanderwege zu den Felszeichnungsplätzen in Berga (RAÄ-Nr. Björksta 88:1), an der Kirche von Björksta (RAÄ-Nr. Björksta 78:1) und in Vallen (RAÄ-Nr. Björksta 19:1). Die Felsritzungen (meist Schiffe) sind rot eingefärbt, damit sie leichter zu erkennen sind.

## Legende
Die Überlieferung besagt, dass der Name „Klavabacken“ von einer „Klava“ abgeleitet sein soll, die hier begraben ist um ihren Namen unsterblich zu machen. Sie hat die Ziegel gespendet, aus dem der Björksta-Kirchturm gebaut wurde.